# Angelika Paseka
Angelika Paseka (* 1957) ist eine österreichische Erziehungswissenschaftlerin.

## Leben
Nach dem Studium an der Pädagogischen Akademie in Wien und Abschluss mit dem Lehramt für Hauptschulen in Mathematik & Geografie (1976–1979), dem Studium der Soziologie & Pädagogik an der Universität Wien (1979–1984), dem Doktoratsstudium in Soziologie an der Universität Wien (1984–1988) und der Habilitation 2007 mit der Lehrbefugnis für das Fach Erziehungswissenschaft an der Universität Linz bei Herbert Altrichter ist sie seit 2010 Professorin für Erziehungswissenschaft, Schwerpunkt Schulpädagogik unter besonderer Berücksichtigung der Professionsforschung und Professionsentwicklung an der Universität Hamburg.
Ihre Forschungsschwerpunkte sind Lehrerprofessionalität: theoretische und empirische Fassung, Professionalisierung durch Forschendes Lernen, Ungewissheit, Eltern und Schule und qualitative Methoden der Bildungsforschung mit dem Schwerpunkt Dokumentarische Methode.
Sie ist Mitglied der ÖFEB (Österreichische Gesellschaft für Forschung und Entwicklung im Bildungswesen), wo sie von 2009 bis 2013 die Sektion Lehrerbildung und -bildungsforschung leitete und seit 2010 Redakteurin der Zeitschrift für Bildungsforschung (ZBF) ist. Im ersten österreichischen Nationalen Bildungsbericht 2009 arbeitete sie am Beitrag zum Thema „Geschlechtergerechte Schule: Problemfelder, Herausforderungen, Entwicklungsansätze“ mit.

## Schriften (Auswahl)
- Gender Mainstreaming in der Lehrer/innenbildung. Widerspruch, kreative Irritation, Lernchance?. Innsbruck 2008, ISBN 3-7065-4476-8.
- mit Manuela Keller-Schneider und Arno Combe (Hrsg.): Ungewissheit als Herausforderung für pädagogisches Handeln. Wiesbaden 2018, ISBN 978-3-658-17101-8.
- mit Martin Heinrich, Anna Kanape und Roman Langer (Hrsg.): Schulentwicklung zwischen Steuerung und Autonomie. Beiträge aus Aktions-, Schulentwicklungs- und Governance-Forschung. Münster 2017, ISBN 978-3-8309-3198-0.
- mit Dagmar Killus: Zusammenarbeit zwischen Eltern und Schule. Eine kritische Einführung in Theorie und Praxis. Weinheim 2020, ISBN 978-3-407-25799-4.